# Campanario de la iglesia del Salvador (Casas Bajas)
El campanario de la iglesia del Salvador corresponde a la torre de la parroquial de Casas Bajas, municipio provincia de Valencia (Comunidad Valenciana, España).

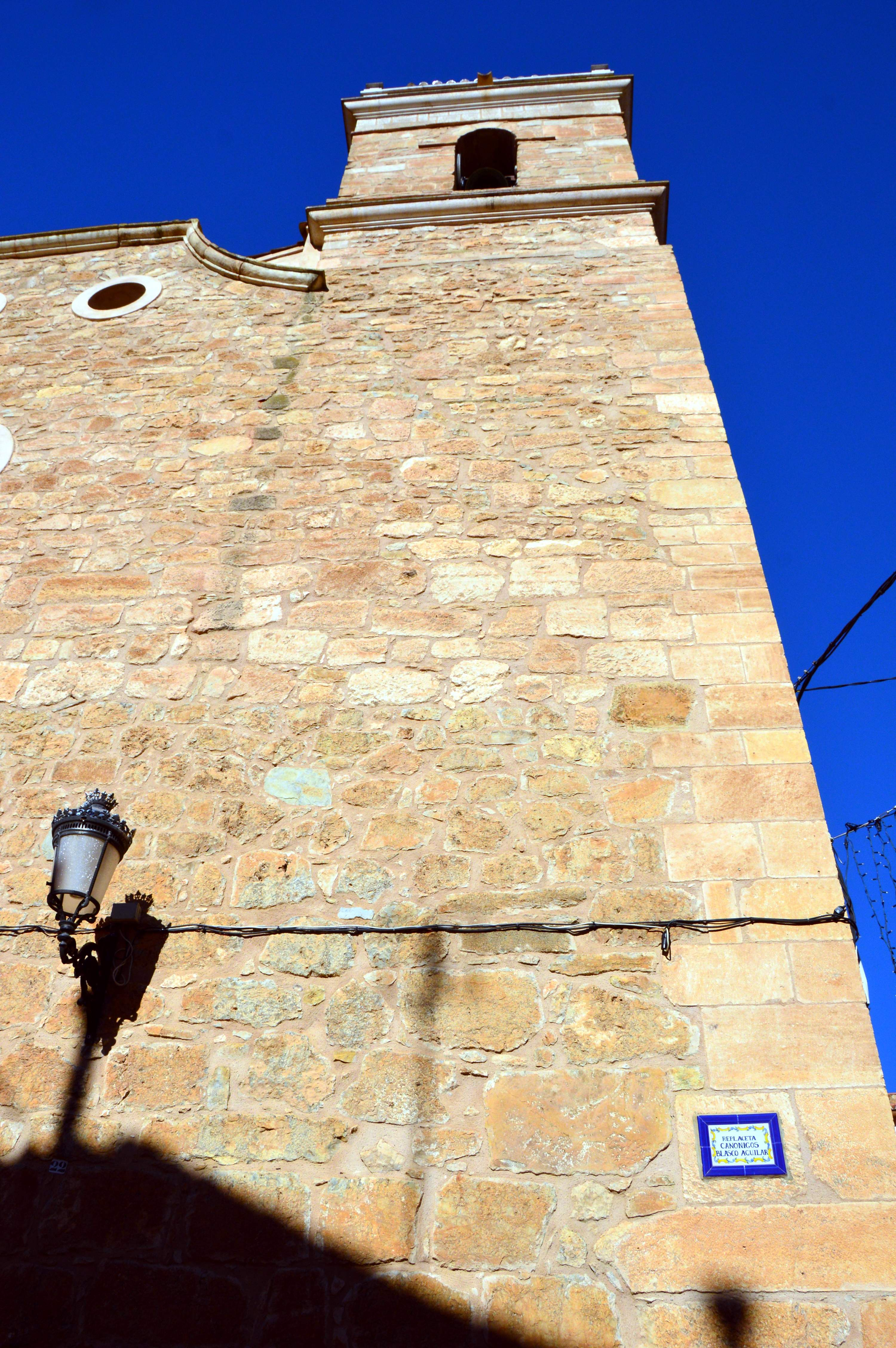
Vista parcial (oriental) de la iglesia parroquial Casas Bajas (Valencia), con detalle del campanario (2018).

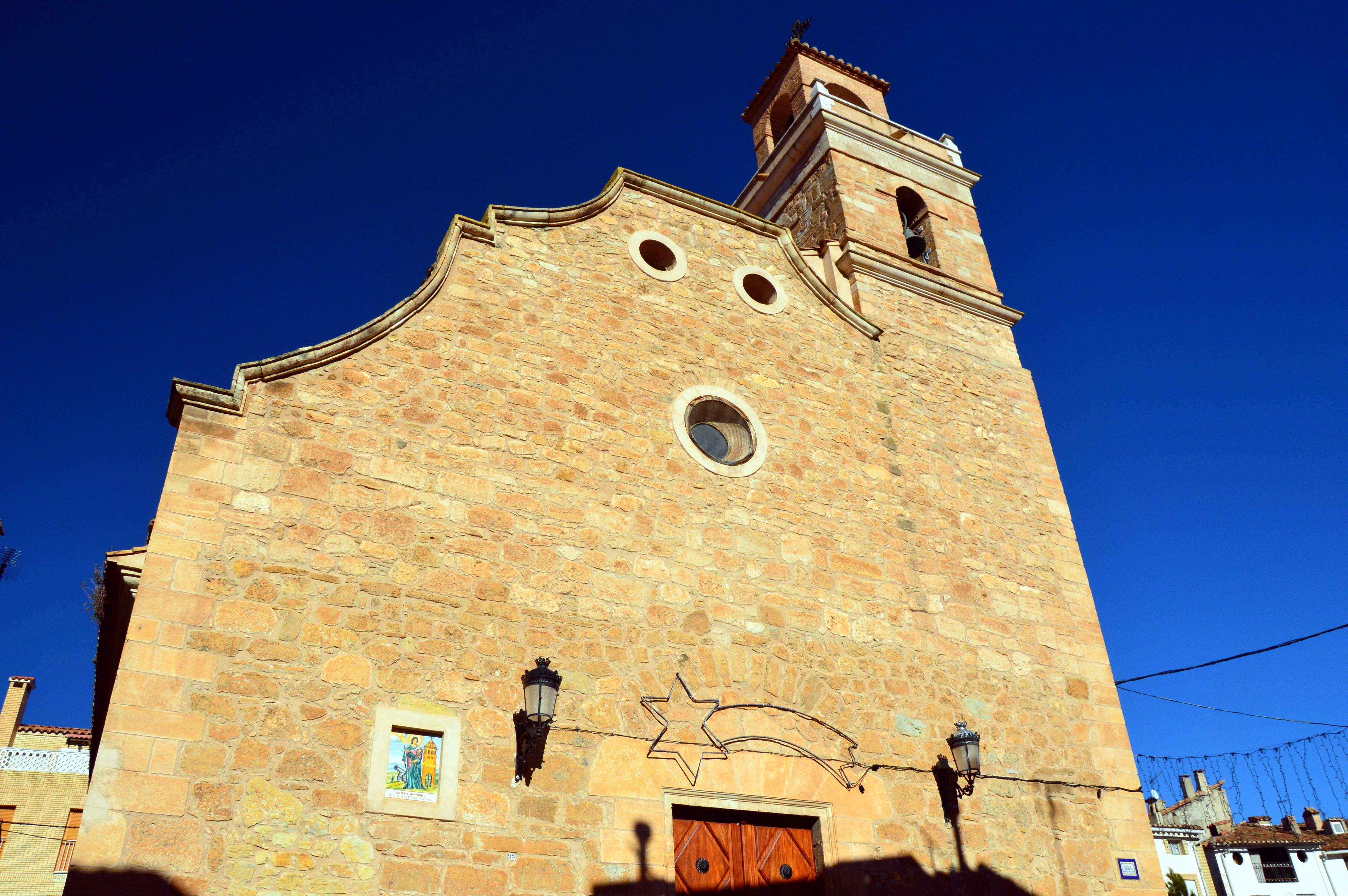
Vista parcial (oriental) de la iglesia parroquial de Casas Bajas (Valencia), con detalle del campanario (2018).

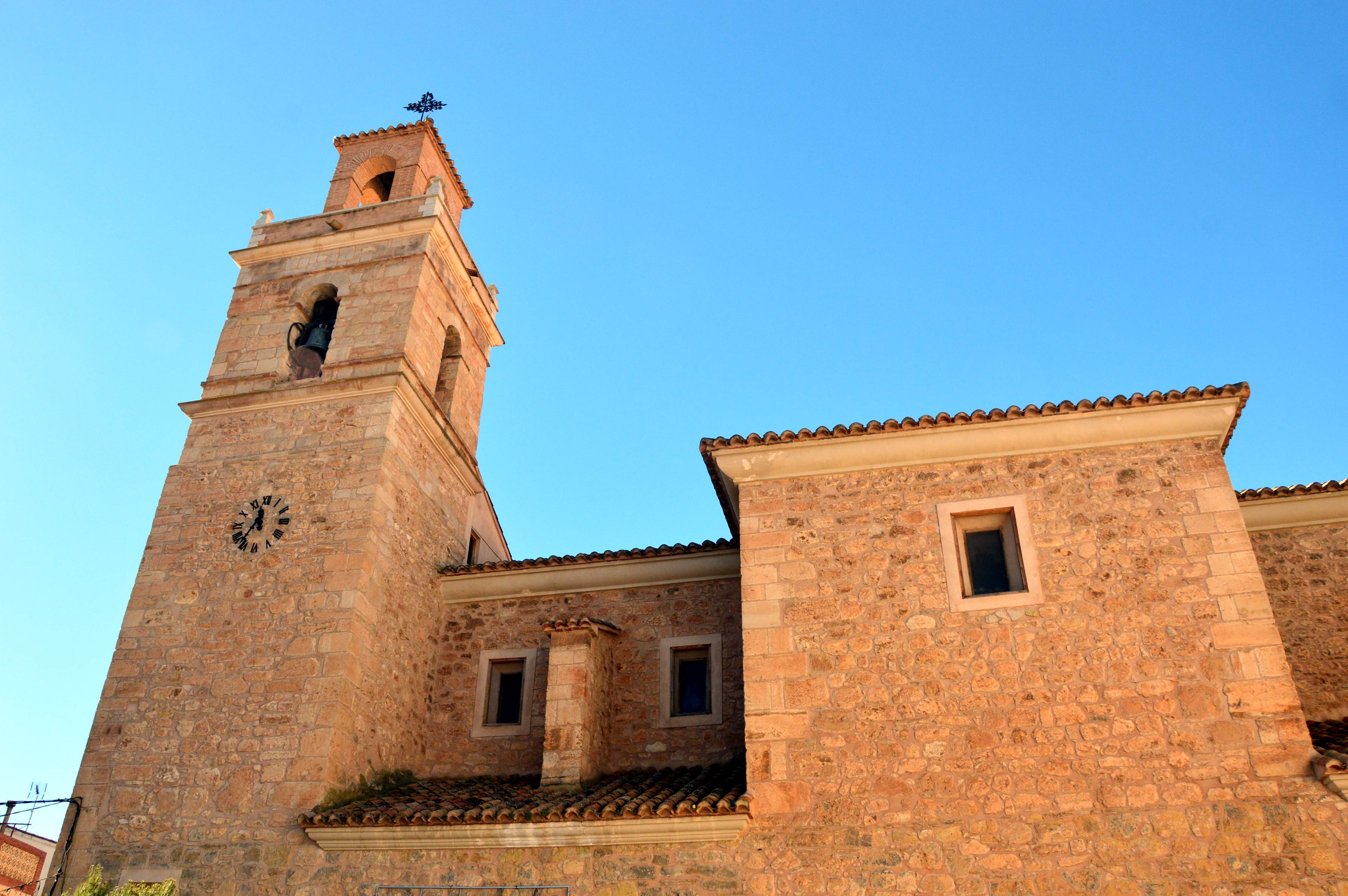
Vista parcial (septentrional) de la iglesia parroquial de Casas Bajas (Valencia), con detalle del campanario (2018).

El templo comenzó a construirse a finales del siglo XVIII (1770), mientras que la torre campanario data de comienzos de la segunda mitad del mismo siglo (1857). Tiene la condición de Bien de Relevancia Local.

## Precedentes históricos
Casas Altas (antiguamente, Casas del Río Bajas o Baxas) fue una pedanía de Ademuz hasta su emancipación en los años treinta del siglo XIX (1838), momento en que se constituyó en municipio independiente.-
Pascual Madoz (1847) sitúa la población «al pie de un monte llamado el Pinar Llano, en la ribera derecha del Turia ó Guadalaviar, resguardado de los vientos del Norte». En tiempo del estadista, tenía 200 casas «de mala construcción y pocas comodidades, con una casa abadía toda de piedra sillería para el vicario, una plaza en el centro del pueblo, donde estuvo el cementerio antiguamente hasta el año 1834, que se construyó otro en sus afueras; […] y una iglesia vicaría, fundada en 1745, bajo la advocación de la Transfiguración del Señor».
Respecto a la vicaría perpetua, fue fundada durante el pontificado de Francisco de Cepeda y Guerrero (1731-48), aunque el expediente no debió llegar a completarse, pues su tramitación continúo en tiempo de Alonso Cano (1770-80). Propiamente, sin embargo, su consolidación tuvo lugar años después, siendo obispo de Segorbe Lorenzo Gómez de Haedo (1783-1809).-
Respecto de la advocación del templo, cabe decir que el título completo es «Transfiguración del Señor San Salvador», abreviadamente «Señor San Salvador».-
En relación con el templo, el estadista anota:

«El templo es un edificio sólido de orden moderno, compuesto de una sola nave de 69 pies de largo, 36 de alto y 35 de ancho, con i altares y el mayor que fué del convento de San Francisco de Castielfabib: el tabernáculo es dorado, y el coro se halla sobre el umbras de la puerta, terminando la fachada en una torre a propósito para dos campanas, aunque solo hay una mediana».
Diccionario Geográfico-Estadístico-Histórico, Pascual Madoz

## Historia
La torre que describe Madoz (1847) puede corresponder al primer cuerpo de torre, ya que el actual campanario se construyó en la década siguiente, apenas sobrepasado el ecuador del siglo XIX (1857). Y fue merced a la solicitud de los vecinos, «a escepto de los pobres de solemnidad», que suscribieron un documento dirigido al alcalde y por su intermedio al gobernador civil de Valencia, solicitando se dignase conceder permiso para su construcción, «con el objeto de embellecer la iglesia parroquial y colocar un reloj, para comodidad del vecindario», obligándose a todos los gastos que dicha obra ocasionase, incluidos los materiales y mano de obra.-
Durante la Revolución Española de 1936, el templo fue incautado, saqueado y destinado a otros usos. Según testimonio del sacristán -Jesús Manzano Aguilar-: «Tiraron la campana grande desde la torre y se hizo pedazos…». Hubo «saqueo de objetos de la iglesia parroquial, custodia, cálices, cruces y otras, destrucción de altares, imágenes y quema de las mismas y de ornamentos sagrados».
Según un informe del párroco (Fernando Ribes Sastre) de mediados del siglo XX (1963), la torre campanario posee «dos campanas; no hay reloj de sol ni de torre». El templo «sufrió desperfectos durante la guerra de 1936, y fue casi totalmente reconstruido, recibiendo una ayuda del Estado de 6.000 pesetas».

## Ubicación y descripción
La torre campanario de la iglesia del Casas Bajas se halla a los pies del templo, lado de la epístola. Vista desde la plaza Rey Don Jaime (fachada septentrional), la torre es de planta cuadrangular, basada en mampostería de piedra encarada y sillería en las esquinas. El primer cuerpo posee grueso zócalo en la base y se eleva por encima de la cobertura del templo: en la parte baja hay una hornacina con ladrillos cerámicos representando a San Antón y en la alta la esfera del reloj. El segundo cuerpo, de menor sección, corresponde al cuerpo de campanas, y posee dos tramos delimitados por amplia cornisa, con terraza en la alta, y luce adornos lanceolados en las esquina. El tercer cuerpo, a modo de chapitel, se alza en el centro de la terraza, posee altos vanos arqueados en todas sus fachada, con tejadillo piramidal de tejas vidriadas a cuatro aguas -todo ello coronado por cruz de forja.

## Relación de campanas de la iglesia parroquial
Posee cuatro campanas (tres en el campanario y una en la sacristía), que responden a los siguientes nombres -por orden alfabético-:

### El Salvador
- Localización: Sacristía.
- Autor: Portilla, Hermanos (Gajano).
- Diámetro de boca: 25 cm.
- Peso: 9 kg.
- Año de fundición: 2005.
- Epigrafía:[15]
- Valoración: Campana interesante, caso de rotura puede refundirse previa documentación.

### Inmaculada
- Localización: Campanario.
- Autor: Roses Vidal, Manuel (Valencia).
- Diámetro de boca: 64 cm.
- Peso: 55 kg.
- Año de fundición: 1940.
- Yugo: de madera, muy interesante.
- Epigrafía:[16]
- Valoración: Campana sin valor, caso de rotura puede refundirse previa documentación.

### Sagrada Familia
- Localización:
- Autor: Portilla, Miguel (Muriendas).
- Diámetro de boca: 89 cm.
- Peso: 408 kg.
- Año de fundición: 1990.
- Yugo: de hierro del mismo fundidor.
- Epigrafía:[17]
- Valoración: Campana sin valor, caso de rotura puede refundirse previa documentación.

### San Salvador
- Localización: Campanario
- Autor: Roses Soler, Vicente Domingo (Valencia)
- Diámetro de boca: 61 cm.
- Peso: 131 kg.
- Año de fundición: 1914.
- Yugo: Metálico (probablemente de Manclús).
- Epigrafía:[18]
- Valoración: Campana interesante, caso de rotura puede refundirse previa documentación.

## Galería de imágenes

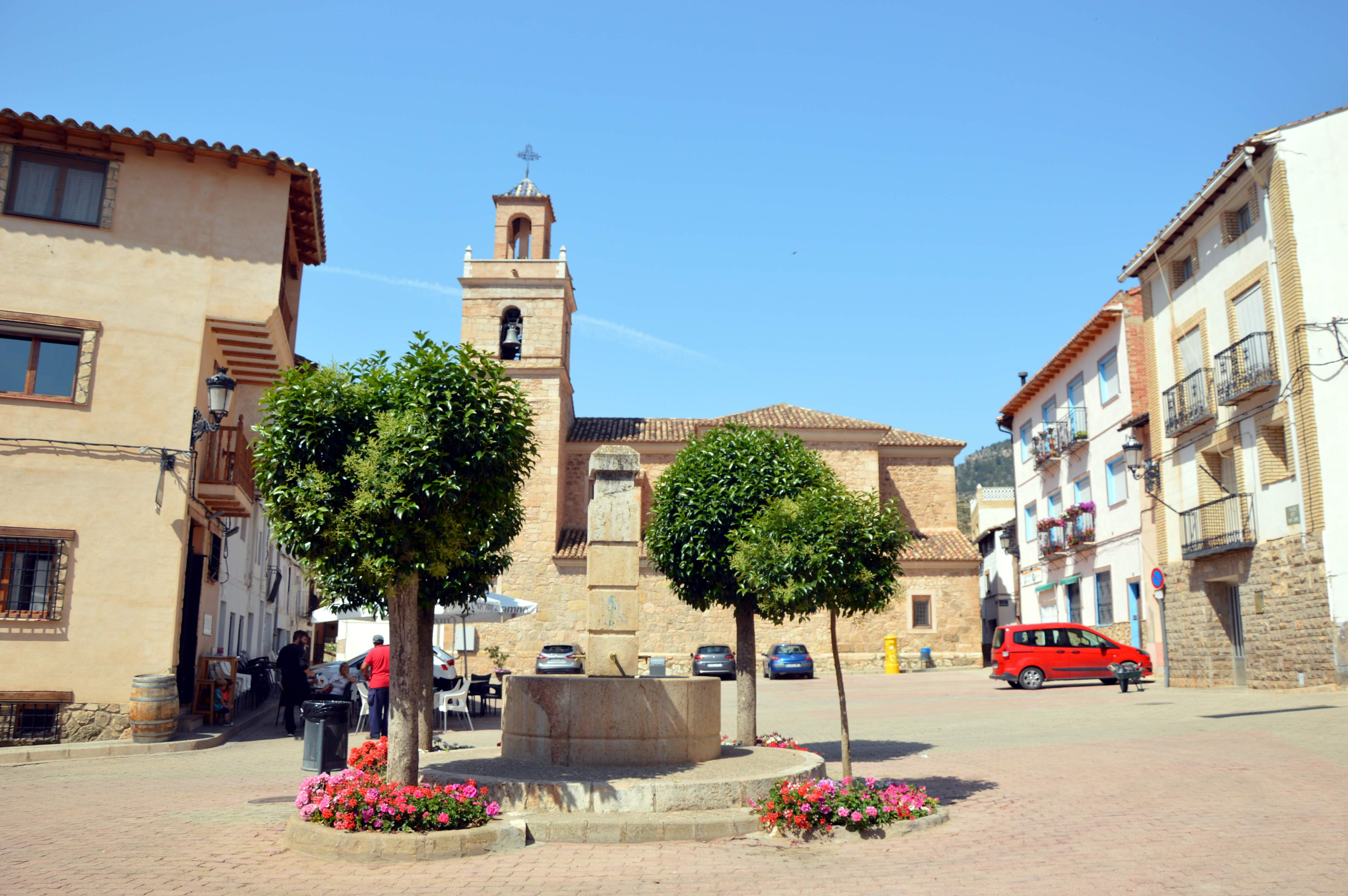
Vista general de la plaza Rey Don Jaime de Casas Bajas, con la iglesia parroquial del Salvador al fondo (2018).
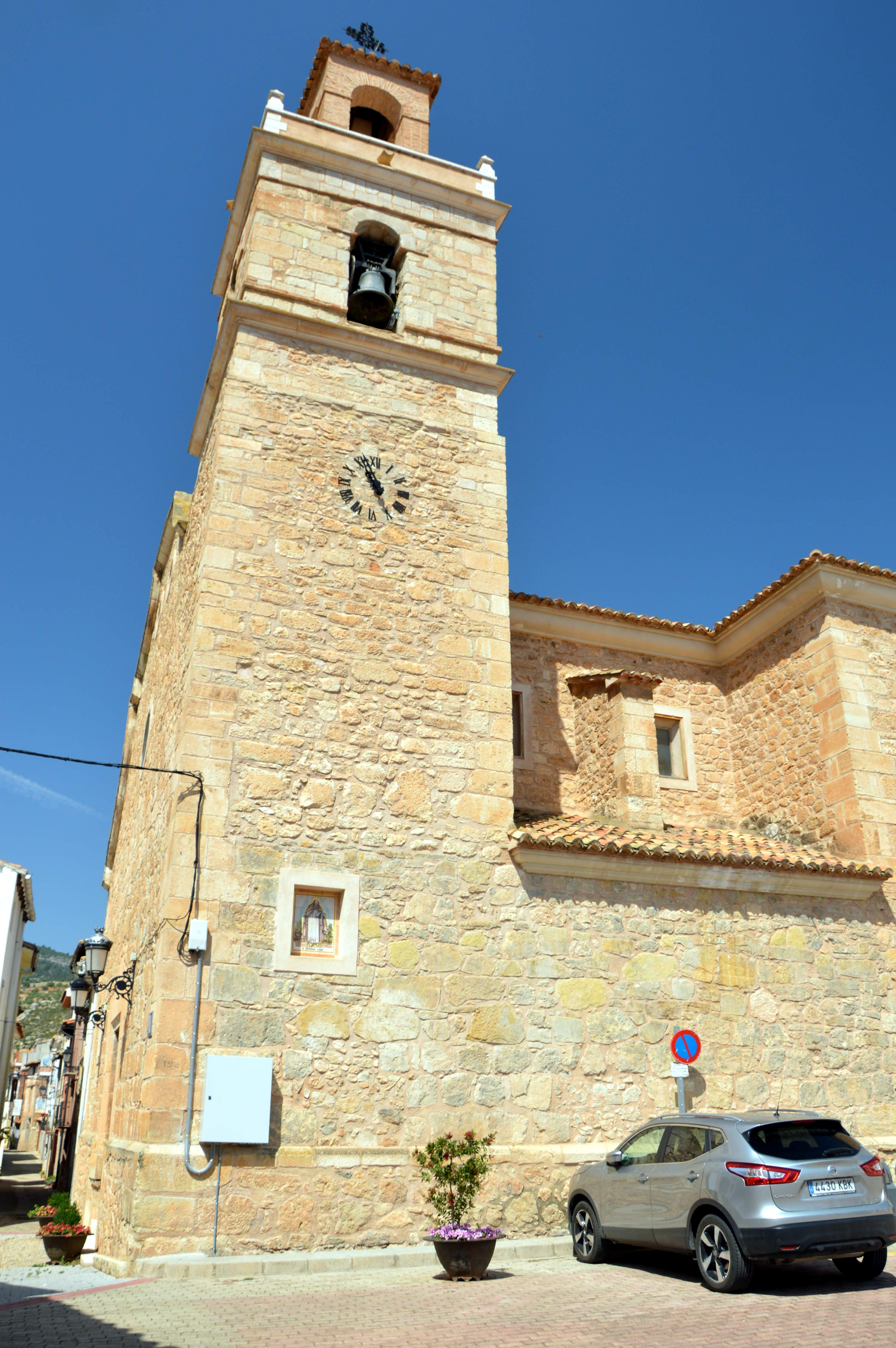
Vista general (septentrional) de la torre campanario de la parroquial de Casas Bajas, 2018.
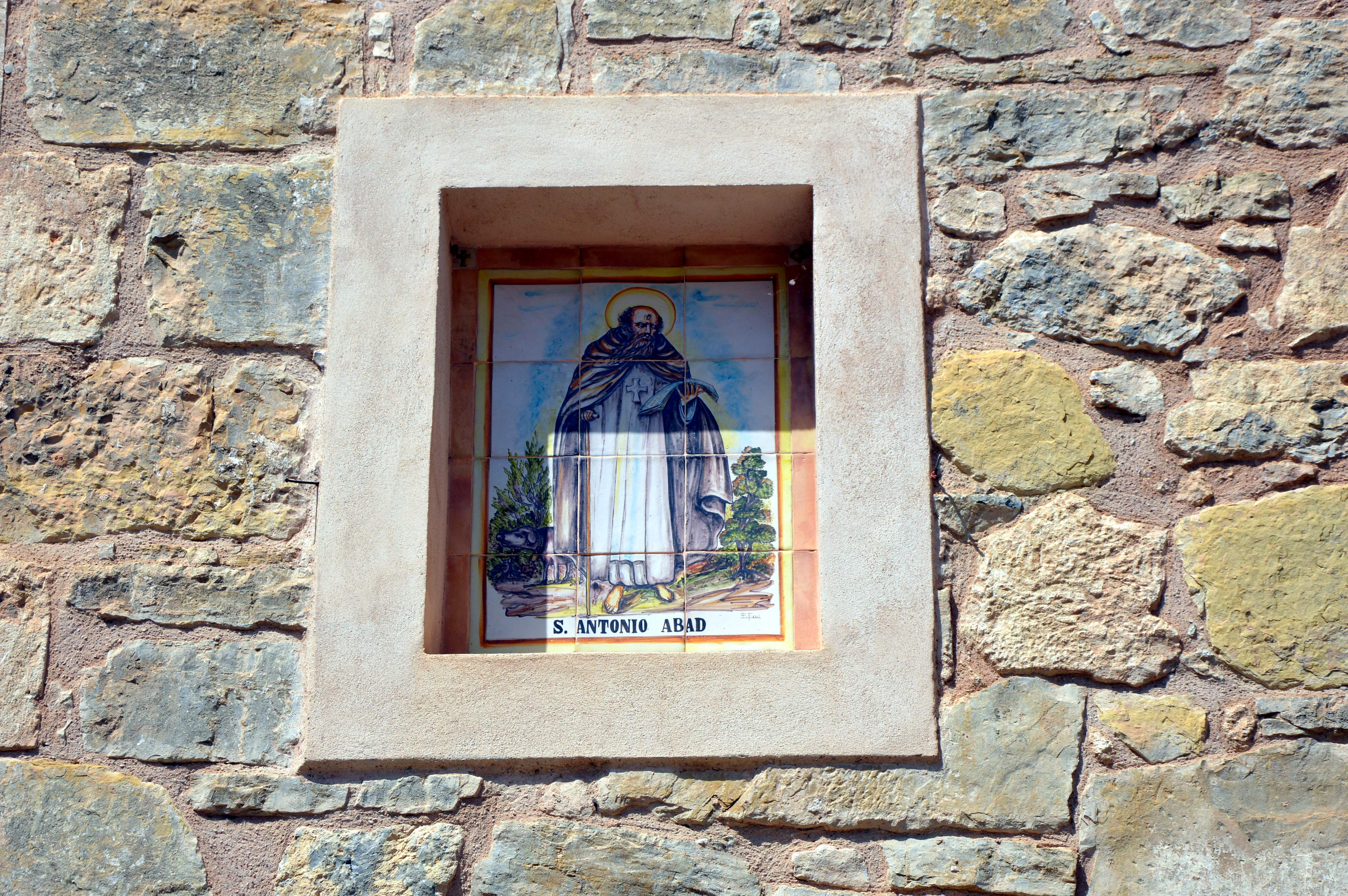
Hornacina con plafón cerámico representando a san Antón en la fachada septentrional de la torre campanario de la parroquial de Casas Bajas, 2018.